# Flaga Lizbony
Flaga Lizbony (port: Bandeira de Lisboa) – jeden z oficjalnych symboli Lizbony, stolicy Portugalii. Składa się z czterech czarnych i czterech białych trójkątów i herbu w centrum. W użytku codziennym flaga jest pozbawiona herbu.